# Capoclytra
Capoclytra is een geslacht van kevers uit de familie bladkevers (Chrysomelidae).
De wetenschappelijke naam van het geslacht werd in 1993 gepubliceerd door Medvedev.

## Soorten
- Capoclytra braunsi Medvedev, 1993
- Capoclytra endroedyyoungai Medvedev, 1993
- Capoclytra mandibularis Medvedev, 1993